# Laïs (album)
Laïs was het titelloze debuutalbum van het Belgische trio Laïs.
Het album verbleef 52 weken - van 23 januari 1999 tot 19 augustus 2000 - in de album top 50 en piekte op de vierde plaats.
Er werden in totaal meer dan 50.000 exemplaren van verkocht, waaronder 7000 in Frankrijk. Alwaar de band enkele optredens deed in het voorprogramma van Sting.

## Tracklist[3]
1. "De Wijn"
2. "Barbagal"
3. "Isabelle"
4. " 't Zoutvat"
5. "De Wanhoop"
6. "In this Heart"
7. "Min Morfar"
8. " 't Jeugdig Groen"
9. "De Wereld Vergaat"
10. "Warme Garnars"
11. " 't Smidje"
12. "Grand Jacques" (Live)
13. "Bruidsnacht"
14. "7 Steken"

## Meewerkende artiesten
- Producer
  - Erwin Libbrecht

- muzikanten
  - Annelies Brosens (zang)
  - Bart De Cock (doedelzak, nyckelharpa)
  - Dirk Verhegge (elektrische gitaar)
  - Erwin Libbrecht (gitaar)
  - Hans Quaghebeur (accordeon, draailier, klavier)
  - Harlind Libbrecht (hakkebord, mandoline)
  - Jacques Vandevelde (harp)
  - Jorunn Bauweraerts (zang)
  - Mario Vermandel (basgitaar)
  - Nathalie Delcroix (zang)
  - Peter Libbrecht (viool)
  - Philippe Mobers (drums, percussie)